# 哈拉沟站
哈拉沟站，位于中国内蒙古自治区呼伦贝尔市牙克石市哈拉沟村，是一个已撤销的铁路车站。
该站建于1901年，邮政编码022177。曾有滨洲铁路经过该站，仅办理客运业务，不办理货运业务。车站及其上下行区间均未电气化。车站距离哈尔滨站592公里，隶属哈尔滨铁路局海拉尔车务段，属于五等站。

## 註腳
1. ↑  俄语：，羅馬化：Khorgo，霍尔果